# Durandus von St. Pourçain
Durandus von St. Pourçain OP (* ca. 1270–1275 in Saint-Pourçain-sur-Sioule; † 10. September 1334 in Meaux) war Theologe und Philosoph; Magister, Paris (1312–13); lector sacri palatii, Avignon (1313–1317); Bischof von Limoux (26. August 1317), Le Puy-en-Velay (Ernennung 14. Februar 1318; Einzug 17. Juli 1318) und Meaux (13. März 1326). Sein Epitheton lautet „Doctor modernus“.

## Leben
Durandus von St. Pourçain wurde zwischen 1270 und 1275 in St. Pourçain sur Sioule geboren und trat in Clermont in den Dominikanerorden ein. Zunächst begann er eine universitäre Laufbahn. Für 1303 ist ein Aufenthalt im Dominikanerkonvent St. Jacques zu Paris bezeugt, an dem er als dominikanischer Student seine Ausbildung erhielt. Bevor Durandus seine Sentenzenvorlesung 1308 in Paris aufnahm, um damit zum baccalaureus formatus zu avancieren, dürfte er bereits an einem Generalstudium der Dominikaner in der französischen Provinz gelehrt und dort die Sentenzen des Petrus Lombardus erklärt haben.
Vor allem die schriftliche Fassung der ersten Pariser Sentenzenvorlesung, die nach Durandus’ eigener Aussage unautorisiert verbreitet worden war, rief heftige abwehrende Reaktionen in seinem Orden hervor. Trotz dieser Kritik konnte Durandus bereits 1312 in Paris zum Magister promoviert werden; dies allerdings wohl nicht, ohne einen einflussreichen Fürsprecher zu haben, auch wenn Durandus in der zweiten Fassung seines Kommentars, die im Rahmen der Pariser Vorlesung entstand, vorausschauend einen moderateren Ton anschlug.
Ein Jahr nach Antritt seines Magisteriums wurde Durandus jedoch an den Hof des Papstes Clemens V. nach Avignon berufen, wo er die Tätigkeit eines lector sacri palatii ausübte.
Den päpstlichen Hof verließ er 1317, um die Stelle als Bischof von Limoux anzutreten. Es folgten weitere Bischöfsämter in Le Puy en Velay (1318–1326) und Meaux (1326–1334). Während seiner Zeit als Bischof überarbeitete Durandus seinen Sentenzenkommentar zum zweiten Mal. Außerdem erstellte er mehrere Gutachten für den Papst (nunmehr Johannes XXII.), so zum Beispiel zum Armuts- (1322) sowie zum Visiostreit (1332). Für diesen Papst wirkte Durandus auch an der Untersuchung und Zensur einiger Thesen Wilhelms von Ockham mit. Als Bischof von Meaux starb Durandus am 10. September des Jahres 1334.

## Der Sentenzenkommentar des Durandus

### Die drei Fassungen
Das theologisch-philosophische Hauptwerk des Durandus ist sein umfassender Kommentar zu den Sentenzen des Petrus Lombardus. Wie bereits angedeutet, lassen sich nach Josef Koch drei Redaktionen des Sentenzenkommentars unterscheiden (nach Koch bezeichnet als A, B und C). Die erste Fassung (A) entstand im Zusammenhang mit seiner Lehrtätigkeit in der französischen Provinz. Sie wurde Durandus nach eigenen Angaben entwendet und gegen seinen Willen verbreitet. Diese A-Version löste heftige Gegenwehr seitens seiner dominikanischen Mitbrüder aus, enthielt sie doch mitunter vehemente Kritik an Thesen des Thomas von Aquin, ja konnte sogar als anti-thomasisch interpretiert werden. Eine erste kritische Stellungnahme kam von Hervaeus Natalis im zweiten Quodlibet (1308). Die Auseinandersetzung mit Herveus Natalis dauerte gut ein Jahrzehnt und brachte einige polemische Werke auf beiden Seiten hervor.
Schon zur Zeit dieser ersten Stellungnahme oder kurz danach entstand die Fassung B des Sentenzenkommentars, die in den Kontext der Pariser Sentenzenvorlesung (1308–1310) einzuordnen ist. Die allgemein unfreundliche Stimmung im Dominikanerorden Thomas-kritischen Denkern gegenüber dürfte Durandus veranlasst haben, diesmal auf explizite Kritik an Thomas von Aquin zu verzichten, um seine Promotion zum Magister nicht aufs Spiel zu setzen. Die Umarbeitung zu Fassung B besteht daher vornehmlich in der ersatzlosen Streichung Thomas-kritischer Passagen. Allerdings wurde auch diese Fassung immer wieder von Thomas-nahen Denkern kritisiert. Im Kampf gegen Durandus taten sich – neben Hervaeus Natalis – besonders Petrus de Palude und Johannes von Neapel hervor.
Seine abschließende Redaktion erfuhr Durandus’ Sentenzenkommentar zwischen 1317 und 1327. Da Durandus nun als Bischof nicht mehr der Jurisdiktion des Dominikanerordens unterlag, konnte er größtenteils zu seinen ursprünglichen Ansichten zurückkehren. Als Grundlage der Umarbeitung zu Fassung C diente demnach nicht die Fassung B, sondern die erste Version (A). Nur diese letzte Redaktion hat Durandus in ihrem Explicit als seinen authentischen Kommentar beschrieben.

### Kontroversen mit dem Dominikanerorden
Prägend für die denkerische Entwicklung des Durandus ist also die Auseinandersetzung mit seinem Orden. Dabei hatte er sich nicht nur der wissenschaftlichen Kritik einzelner Mitbrüder zu stellen, sondern es wurden auch zwei offizielle Irrtumslisten des Predigerordens zu Fassung A und teilweise zu Fassung B seines Kommentars erstellt. Beide Listen wurden hauptsächlich von Johannes von Neapel und Petrus de Palude zusammengestellt. Die erste Liste vom 3. Juli 1314 umfasste 93 Thesen, die Durandus’ Kirchentreue auf den Prüfstand stellten. Die zweite Irrtumsliste von 1316/17, die nunmehr 235 Thesen umfasste, muss in engem Zusammenhang gesehen werden mit der damals sich zuspitzenden Tendenz seines Ordens, die Lehre des Thomas von Aquin als allein verbindliche Lehre der Dominikaner zu etablieren (1317 begann der Heiligsprechungsprozess des Thomas).
In diesem Sinne untersuchte die zweite Liste, welche Abweichungen Durandus’ Sentenzenwerk gegenüber der Lehre des Thomas aufwies. Diese Liste diente später wahrscheinlich einem weiteren Duranduskritiker, nämlich Durandellus, als Vorlage zur Erstellung seiner Evidentiae contra Durandum. Insgesamt kann die Affäre um Durandus als der „langandauerndste theologische Disput des Ordens“ (M. M. Mulchahey) beschrieben werden.

## Lehre
Durandus’ Denken ist geprägt von der wissenschaftlichen Auseinandersetzung mit Thomas von Aquin, so dass seine Thesen vor allem in der Gegenüberstellung zur Lehre des Aquinaten an Profil gewinnen. Drei vorrangige Interessengebiete lassen sich bei ihm feststellen: in metaphysischer Hinsicht zeigte Durandus sich am Problem der Relation interessiert; in psychologischer Hinsicht stand das Problem der geistigen Erkenntnis im Vordergrund; in erkenntnistheoretischer Hinsicht setzte er sich mit dem Zustandekommen von Erkenntnis und dem Wahrheitsproblem auseinander.

### Der metaphysische Status der Relation
Das Problem des metaphysischen Status der Relation verhandelt Durandus im Rahmen seiner Erörterungen zur Trinität. Durandus ergänzt dazu die aristotelische Kategorienlehre um einen Aspekt, indem er nicht nur zwei Seinsweisen, nämlich substantielles und akzidentelles Sein unterscheidet, sondern zusätzlich die Akzidentien in absolute (Qualität und Quantität) und relative Akzidentien (die restlichen sieben Kategorien) unterteilt. Während das aristotelische Modell auf der Unterscheidung von Subsistenz und Inhärenz beruht, zielt das Modell des Durandus auf die Unterscheidung von Subsistenz und Dependenz. Fundamental für den Charakter der Relation ist die natürliche Hinordnung auf ein anderes bzw. die Dependenz von einem anderen. Dabei wird die Kategorie der Relation als bloße innere Disposition, als reiner modus essendi ihres Substrates ohne eigenständiges Sein aufgefasst. Dieses Substrat kann sowohl eine Substanz als auch ein absolutes Akzidens sein. Da die unterschiedlichen modi essendi aber eine reale Unterscheidung ermöglichen, kann Durandus auf diese Weise den realen Unterschied der drei Personen in der göttlichen Trinität erklären, ohne die Einheit der göttlichen Substanz zu gefährden.
Die dieser Vorstellung zugrundeliegende Lehre von einem dreifachen modus essendi ist von Heinrichs von Gent Moduslehre, aber auch von Überlegungen des Jakob von Viterbo inspiriert.

### Psychologische Überlegungen
Auch die psychologischen Überlegungen des Durandus weisen eine gewisse Nähe zu Heinrich von Gent auf. Durandus fasst die Geistseele als alleinige Form des Menschen auf, was sowohl von Aristoteles als auch von Thomas von Aquin her gesehen eine konsequente Anwendung und Weiterführung des aristotelischen Instrumentariums darstellt. Mit seiner starken Betonung der Einheit der Geistseele entfernt er sich allerdings wieder von den Auffassungen des Thomas, wenn er in seiner Fassung C schließlich den Unterschied zwischen der Seele und ihren vegetativen Kräften leugnete oder die Verschiedenheit von Verstand und Wille negierte.
Wenig auf der Linie des Thomas liegen auch seine aktpsychologischen Überlegungen. Darin nämlich schreibt Durandus den Objekten nur die Wirkung einer conditio sine qua non zu, die ursprüngliche Aktivität kommt den Seelenvermögen zu. Die Akte selbst werden als aktuelle Relationen (im oben beschriebenen Sinn) der Vermögen zu den Objekten verstanden.
Hierin gründet zum Beispiel auch die Identifikation des verbum mentis mit dem Erkenntnisakt bei Durandus. Das „Wort des Geistes“, das bei Thomas am Ende des Abstraktionsprozesses steht und das Erkenntnisobjekt im Sinne eines „medium in quo“ der Erkenntnis darstellt, wird bei Durandus einfachhin als mit dem Erkenntnisakt realidentisch charakterisiert.

### Erkenntnistheoretische Probleme

#### Der Erkenntnisprozess
Auch in der Erkenntnislehre weicht Durandus von Thomas’ eminent aristotelisch geprägter Epistemologie ab, da er sowohl die Annahme von species intelligibiles als auch von species sensibiles als Erklärungsmodell für den Erkenntnisprozess ablehnt und konsequenterweise auch den intellectus agens als überflüssig ansieht. Für Durandus ist eine direkte Einwirkung der Objekte auf den intellectus possibilis nicht nur möglich, sondern das einzig vernünftig begründbare Prozedere im Erkenntnisprozess. Dabei „durchläuft“ das Objekt einen dreistufigen Prozess. Extramentale Dinge werden dem Verstand zuerst als Phantasiebild präsentiert, dann in der simplex apprehensio erfasst, um schließlich den Erkenntnisakt inhaltlich zu bestimmen, indem das Objekt nunmehr „obiective“ im Verstand ist. Hierbei handelt es sich allerdings nicht, wie in manch klassischer Erkenntnistheorie, um einen Abstraktionsprozess, also das aktive Herauspräparieren eines formalen Sinngehalts aus seinen materialen Gegebenheiten, sondern um einen psychologischen Prozess des immer weiteren Absehens von den das Objekt determinierenden Bedingungen.
Aus dieser Konzeption ergibt sich eine zeitliche Priorität des Einzelnen. Wenn auch das Allgemeine als erst im Verstand werdend vorgestellt wird, so gesteht Durandus doch zu, dass es eine objektive Grundlage in der den Dingen gemeinsamen Natur habe. Durandus ist somit lediglich insofern „Konzeptualist“, als er Universalien für begriffliche Phänomene hält.

#### Das Individuationsprinzip
Ausgehend von der Annahme, dass nur Einzeldinge, singularia, extramentale Existenz aufweisen, nimmt Durandus vier Prinzipien an, die zugleich als Prinzipien der Individuation als auch der Wesenskonstitution gelten sollen, nämlich die beiden extrinsischen Prinzipien Ziel und Tätiges und die beiden intrinsischen Prinzipien Form und Materie. Dabei ist das extrinsisch Tätige hauptsächlicher Grund für die Individuierung, bewirkt es doch nicht nur extrinsisch die Individuierung der Materie, deren intrinsisches Individuationsprinzip in der Form besteht, sondern auch extrinsisch die Individuierung der Form, die wiederum ebenfalls von der Materie individuiert wird – allerdings nur begleitend (concomitanter).

#### Die Konstitution von Wahrheit
In seiner Behandlung des Wahrheitsproblems wandelt Durandus die Adäquationstheorie des Thomas von Aquin zu einer Konformitätstheorie ab. Danach besteht Wahrheit in der „Konformität der Sache, wie sie erkannt ist, zu sich selbst, insofern sie ist (veritas est conformitas rei, ut intellecta est, ad se ipsam secundum illud, quod est)“, also in der Relation zwischen der Sache als erkannter und der Natur der Sache. Damit kann es Wahrheit nur im erkennenden Verstande geben, der etwas als wahr bestimmen kann, wenn „erkannte Sache“ und „Sache in Natur“ übereinstimmen.